# Nova Trento
Nova Trento è un comune del Brasile nello Stato di Santa Catarina, parte della mesoregione della Grande Florianópolis e della microregione di Tijucas.

## Storia
La cittadina venne fondata nel 1875 da immigrati originari del Trentino, oriundi di Roncegno, che fondarono la comunità dei “Ronzegnari” (abitanti di Roncegno).
Ai Trentini si aggiunsero anche molti lombardi, veneti e famiglie tedesche, polacche e di altre etnie. L'8 agosto 1892 la città venne battezzata Nova Trento. Venne scelto come patrono della città San Vigilio, che è il santo patrono anche di Trento.
All'alba del nuovo millennio, Nova Trento è il secondo maggior centro di turismo religioso del Brasile in virtù dei numerosi pellegrinaggi per visitare i luoghi dove visse santa Paolina Visintainer, anch'essa trentina di Vigolo Vattaro, considerata la prima santa brasiliana.

### Simboli

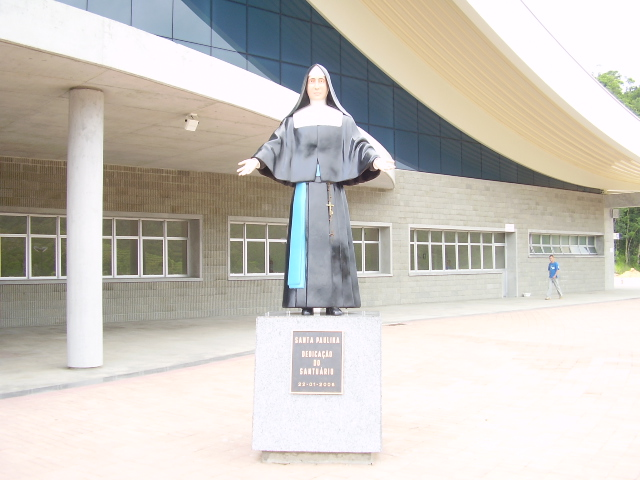
La statua di santa Paolina a Nova Trento

Lo stemma di Nova Trento è ripartito in tre parti: in alto è rappresentato un sole su un cielo blu, che rappresenta il nuovo orizzonte, cioè il Brasile per gli immigrati trentini. La parte inferiore è ripartita in due settori con a un lato il bastone pastorale del patrono di Trento, San Vigilio e dall'altro un aratro, che simboleggia la vocazione agricola del municipio.
Lo stemma è sormontato da una corona. La bandiera cittadina, ideata negli anni sessanta, porta i colori dello Stato di Santa Catarina (verde, bianco e rosso) con al centro lo scudo della città; è molto simile alla bandiera italiana.
Colonia italiana, Nova Trento fu la anche la maggiore città "austriaca" in Brasile, perché la maggioranza dei suoi fondatori (il 55%) era costituita da sudditi dell'Impero austro-ungarico, del quale Trento fece parte fino al 1918.